# Amalda josecarlosi
Amalda josecarlosi is een slakkensoort uit de familie van de Olividae. De wetenschappelijke naam van de soort is voor het eerst geldig gepubliceerd in 2003 door Pastorino.